# Ozark (Fernsehserie)
Ozark ist eine US-amerikanische Kriminal-Dramaserie von Netflix. Entstanden ist die Serie nach Ideen von Bill Dubuque und Mark Williams. Die zehnteilige erste Staffel wurde am 21. Juli 2017 auf Netflix veröffentlicht, die zweite Staffel folgte am 31. August 2018 und die dritte am 27. März 2020.
Im Juni 2020 wurde die Serie um eine finale vierte Staffel verlängert, deren erste 7 Folgen am 21. Januar und deren letzte 7 am 29. April 2022 auf Netflix veröffentlicht wurden.

## Handlung
In Chicago betreiben Marty Byrde und sein Partner Bruce Liddell eine kleine Anlageberatung. Seit zehn Jahren betätigen sie sich auch als Geldwäscher für ein mexikanisches Drogenkartell.
Als Liddell ohne Martys Wissen das Kartell um eine Millionensumme betrügt, werden er, seine Verlobte und seine Helfer vor Martys Augen ermordet. Um sein eigenes Leben und das seiner Familie zu retten, verspricht Marty dem Repräsentanten des Kartells in allerletzter Sekunde, mehrere Jahre lang in den Ozarks, einer Touristenregion mit hohem Bargeldumlauf und schwacher Polizeipräsenz in Missouri, große Geldsummen für das Kartell zu waschen. 
Dort angekommen, muss er bald erkennen, dass er nicht der Einzige mit kriminellen Geschäften ist. Die Ozarks entpuppen sich als kleine Welt des Drogenhandels und der Geldwäsche.

## Besetzung und Synchronisation
Die deutsche Synchronisation entstand nach Dialogbüchern von Thomas Rock unter der Dialogregie von Engelbert von Nordhausen bei Studio Hamburg Synchron.

### Hauptdarsteller
| Rolle                  | Schauspieler          | Hauptrolle           | Nebenrolle | Synchronsprecher         |
| ---------------------- | --------------------- | -------------------- | ---------- | ------------------------ |
| Martin „Marty“ Byrde   | Jason Bateman         | 1.01–4.14            |            | Thomas Schmuckert        |
| Wendy Byrde            | Laura Linney          | 1.01–4.14            |            | Bettina von Nordhausen   |
| Charlotte Byrde        | Sofia Hublitz         | 1.01–4.14            |            | Christina Wöllner        |
| Jonah Byrde            | Skylar Gaertner       | 1.01–4.14            |            | Daniel Deniz Sahin       |
| Ruth Langmore          | Julia Garner          | 1.01–4.14            |            | Johanna Dost             |
| Darlene Snell          | Lisa Emery            | 1.01–4.07            |            | Andrea Solter            |
| Wyatt Langmore         | Charlie Tahan         | 2.01–4.07            | 1.01–1.09  | Christopher Kohn         |
| Maya Miller            | Jessica Frances Dukes | 3.01–                |            | Katrin Zimmermann        |
| Mel Sattem             | Adam Rothenberg       | 4.01–                |            | Christopher Groß         |
| Helen Pierce           | Janet McTeer          | 3.01–3.10            | 2.01–2.10  | Daniela Schneider        |
| Ben Davis              | Tom Pelphrey          | 3.01–3.09            |            | Florian Hoffmann         |
| Rachel Garrison        | Jordana Spiro         | 1.01–2.10, 4.11–4.14 |            | Linda Stelzner           |
| Roy Petty              | Jason Butler Harner   | 1.01–2.10            |            | Armin Schlagwein         |
| Jacob Snell            | Peter Mullan          | 1.01–2.09            |            | Engelbert von Nordhausen |
| Camino Del Rio („Del“) | Esai Morales          | 1.01–1.10            |            | Kevin Kraus              |

### Nebendarsteller
| Rolle              | Schauspieler         | Nebenrolle (Episoden) | Synchronsprecher     |
| ------------------ | -------------------- | --------------------- | -------------------- |
| Trevor Evans       | McKinley Belcher III | 1.01–                 | Alexander Ziegenbein |
| Three Langmore     | Carson Holmes        | 1.02–                 |                      |
| Sam Dermody        | Kevin L. Johnson     | 1.02–                 |                      |
| Sheriff John Nix   | Robert C. Treveiler  | 1.02–4.01             | Stefan Bergel        |
| Nelson             | Nelson Bonilla       | 2.01–                 |                      |
| Frank Cosgrove     | John Bedford Lloyd   | 2.02–                 |                      |
| Omar Navarro       | Félix Solis          | 3.01–                 |                      |
| Frank Cosgrove Jr. | Joseph Sikora        | 3.01–                 |                      |
| Erin Pierce        | Madison Thompson     | 3.02–                 | Ronja Peters         |
| Cade Langmore      | Trevor Long          | 1.05–2.10             | Bernd Vollbrecht     |
| Mason Young        | Michael Mosley       | 1.01–2.07             | Matthias Klages      |
| Buddy Dieker       | Harris Yulin         | 1.02–2.06             | Thomas Kästner       |
| Bruce Liddell      | Josh Randall         | 1.02, 1.08            |                      |
| Russ Langmore      | Marc Menchaca        | 1.01–1.09             |                      |
| Sue Shelby         | Marylouise Burke     | 3.01–3.07             |                      |
| Kerry Stone        | Eric Ladin           | 4.02–4.04             | Stefan Weißenburger  |

## Produktion
Die Show spielt in einem bescheidenen Hafenresort am Lake of the Ozarks, inspiriert vom Alhonna Resort und der Marina, wo der Serienschöpfer Dubuque als Hafenhelfer arbeitete, während er in den 1980er Jahren das College in Missouri besuchte.  Die meisten der Drehorte befinden sich in Atlanta am Lake Allatoona und Lake Lanier und nicht am Lake of the Ozarks, wegen der vom Bundesstaat Georgia angebotenen Steuererleichterungen. Die Filmcrew baute ein Set in Georgia, nachdem sie sich eingehend mit dem Grundstück in Alhonna Resort beschäftigt hatte.  Einige Szenen wurden an Orten in Chicago gedreht. Nur wenige Szenen des Pilotprojektes wurden in Lake Ozark in Missouri gedreht, dazu gehören Aufnahmen des lokal berühmten "Welcome To Lake Of the Ozarks"-Schildes und der "Injun Joe Muffler Man" Statue. Ursprünglich sollte Jason Bateman der einzige Regisseur für die erste Staffel sein, aber Planungskonflikte verhinderten dies, so dass er nur die ersten beiden und letzten beiden Episoden inszenierte. Die Serie wurde am 15. August 2017 um eine zweite Staffel mit 10 Episoden verlängert. Nachdem am 27. März 2020 die dritte Staffel in Deutschland startete, entschloss sich Netflix die finale vierte Staffel in zwei Teilen mit je sieben Folgen zu produzieren und zu veröffentlichen.

## Episodenliste

### Staffel 1
| Nr. (ges.) | Nr. (St.) | Deutscher Titel               | Originaltitel        | Erstveröffentlichung USA | Deutschsprachige Erstveröffentlichung (D) | Regie            | Drehbuch                     |
| ---------- | --------- | ----------------------------- | -------------------- | ------------------------ | ----------------------------------------- | ---------------- | ---------------------------- |
| 1          | 1         | Sugarwood                     | Sugarwood            | 21. Juli 2017            | 21. Juli 2017                             | Jason Bateman    | Bill Dubuque & Mark Williams |
| 2          | 2         | Blue Cat                      | Blue Cat             | 21. Juli 2017            | 21. Juli 2017                             | Jason Bateman    | Bill Dubuque & Mark Williams |
| 3          | 3         | Mein gestörter Schlaf         | My Dripping Sleep    | 21. Juli 2017            | 21. Juli 2017                             | Daniel Sackheim  | Ryan Farley                  |
| 4          | 4         | Heute Abend wird improvisiert | Tonight We Improvise | 21. Juli 2017            | 21. Juli 2017                             | Daniel Sackheim  | Paul Kolsby                  |
| 5          | 5         | Schlüsseltage                 | Ruling Days          | 21. Juli 2017            | 21. Juli 2017                             | Andrew Bernstein | Martin Zimmerman             |
| 6          | 6         | Die Bücher                    | Book of Ruth         | 21. Juli 2017            | 21. Juli 2017                             | Andrew Bernstein | Whit Anderson                |
| 7          | 7         | Nistkasten                    | Nest Box             | 21. Juli 2017            | 21. Juli 2017                             | Ellen Kuras      | Alyson Feltes                |
| 8          | 8         | Kaleidoskop                   | Kaleidoscope         | 21. Juli 2017            | 21. Juli 2017                             | Ellen Kuras      | Ryan Farley                  |
| 9          | 9         | Kaffee, schwarz               | Coffee, Black        | 21. Juli 2017            | 21. Juli 2017                             | Jason Bateman    | Whit Anderson                |
| 10         | 10        | Die Gebühr                    | The Toll             | 21. Juli 2017            | 21. Juli 2017                             | Jason Bateman    | Chris Mundy                  |

### Staffel 2
| Nr. (ges.) | Nr. (St.) | Deutscher Titel                | Originaltitel               | Erstveröffentlichung USA | Deutschsprachige Erstveröffentlichung (D) | Regie            | Drehbuch                       |
| ---------- | --------- | ------------------------------ | --------------------------- | ------------------------ | ----------------------------------------- | ---------------- | ------------------------------ |
| 11         | 1         | Wiedergutmachung               | Reparations                 | 31. Aug. 2018            | 31. Aug. 2018                             | Jason Bateman    | Chris Mundy                    |
| 12         | 2         | Das kostbare Blut Jesu Christi | The Precious Blood of Jesus | 31. Aug. 2018            | 31. Aug. 2018                             | Jason Bateman    | David Manson                   |
| 13         | 3         | Einmal ein Langmore …          | Once a Langmore...          | 31. Aug. 2018            | 31. Aug. 2018                             | Andrew Bernstein | Alyson Feltes                  |
| 14         | 4         | Allein                         | Stag                        | 31. Aug. 2018            | 31. Aug. 2018                             | Andrew Bernstein | Ryan Farley                    |
| 15         | 5         | Großer Tag                     | Game Day                    | 31. Aug. 2018            | 31. Aug. 2018                             | Phil Abraham     | Paul Kolsby                    |
| 16         | 6         | Finsternis                     | Outer Darkness              | 31. Aug. 2018            | 31. Aug. 2018                             | Phil Abraham     | Ning Zhou                      |
| 17         | 7         | Ausweg                         | One Way Out                 | 31. Aug. 2018            | 31. Aug. 2018                             | Alik Sakharov    | Martin Zimmerman               |
| 18         | 8         | Der große Schlaf               | The Big Sleep               | 31. Aug. 2018            | 31. Aug. 2018                             | Alik Sakharov    | David Manson                   |
| 19         | 9         | Der Dachs                      | The Badger                  | 31. Aug. 2018            | 31. Aug. 2018                             | Ben Semanoff     | Paul Kolsby & Martin Zimmerman |
| 20         | 10        | Gold Coast                     | The Gold Coast              | 31. Aug. 2018            | 31. Aug. 2018                             | Amanda Marsalis  | Chris Mundy                    |

### Staffel 3
| Nr. (ges.) | Nr. (St.) | Deutscher Titel         | Originaltitel          | Erstveröffentlichung USA | Deutschsprachige Erstveröffentlichung (D) | Regie             | Drehbuch         |
| ---------- | --------- | ----------------------- | ---------------------- | ------------------------ | ----------------------------------------- | ----------------- | ---------------- |
| 21         | 1         | Kriegszeit              | Wartime                | 27. März 2020            | 27. März 2020                             | Jason Bateman     | Chris Mundy      |
| 22         | 2         | Lebenspartnerschaft     | Civil Union            | 27. März 2020            | 27. März 2020                             | Jason Bateman     | Martin Zimmerman |
| 23         | 3         | Besuch von Kevin Cronin | Kevin Cronin Was Here  | 27. März 2020            | 27. März 2020                             | Cherien Dabis     | Miki Johnson     |
| 24         | 4         | Ein harter Brocken      | Boss Fight             | 27. März 2020            | 27. März 2020                             | Cherien Dabis     | John Shiban      |
| 25         | 5         | Es kam aus Michoacán    | It Came From Michoacán | 27. März 2020            | 27. März 2020                             | Amanda Marsalis   | Laura Deeley     |
| 26         | 6         | Dein Haus ist mein Haus | Su Case Es Mi Casa     | 27. März 2020            | 27. März 2020                             | Benjamin Semanoff | Paul Kolsby      |
| 27         | 7         | Notfallplan             | In Case of Emergency   | 27. März 2020            | 27. März 2020                             | Alik Sakharov     | Ning Zhou        |
| 28         | 8         | BFF                     | BFF                    | 27. März 2020            | 27. März 2020                             | Alik Sakharov     | John Shiban      |
| 29         | 9         | Fire Pink Road          | Fire Pink              | 27. März 2020            | 27. März 2020                             | Alik Sakharov     | Miki Johnson     |
| 30         | 10        | Voller Einsatz          | All In                 | 27. März 2020            | 27. März 2020                             | Alik Sakharov     | Chris Mundy      |

### Staffel 4
| Nr. (ges.) | Nr. (St.) | Deutscher Titel                     | Originaltitel                    | Erstveröffentlichung USA | Deutschsprachige Erstveröffentlichung (D) | Regie            | Drehbuch                              |
| ---------- | --------- | ----------------------------------- | -------------------------------- | ------------------------ | ----------------------------------------- | ---------------- | ------------------------------------- |
| Teil 1     |           |                                     |                                  |                          |                                           |                  |                                       |
| 31         | 1         | Der Anfang vom Ende                 | The Beginning of the End         | 21. Jan. 2022            | 21. Jan. 2022                             | Andrew Bernstein | Chris Mundy                           |
| 32         | 2         | Die große Welt                      | Let the Great World Spin         | 21. Jan. 2022            | 21. Jan. 2022                             | Andrew Bernstein | Laura Deeley                          |
| 33         | 3         | Auf Geld aus in der Stadt           | City on the Make                 | 21. Jan. 2022            | 21. Jan. 2022                             | Andrew Bernstein | Martin Zimmerman                      |
| 34         | 4         | Wechselhaftes Glück                 | Ace Deuce                        | 21. Jan. 2022            | 21. Jan. 2022                             | Alik Sakharov    | John Shiban                           |
| 35         | 5         | Plausible Erklärung                 | Ellie                            | 21. Jan. 2022            | 21. Jan. 2022                             | Alik Sakharov    | Paul Kolsby                           |
| 36         | 6         | Sangre sobre todo                   | Sangre Sobre Todo                | 21. Jan. 2022            | 21. Jan. 2022                             | Robin Wright     | Michael M. Chang & Jed Rapp Goldstein |
| 37         | 7         | Geheiligt                           | Sanctified                       | 21. Jan. 2022            | 21. Jan. 2022                             | Robin Wright     | Miki Johnson                          |
| Teil 2     |           |                                     |                                  |                          |                                           |                  |                                       |
| 38         | 8         | Schlafes Bruder                     | The Cousin of Death              | 29. Apr. 2022            | 29. Apr. 2022                             | Amanda Marsalis  | Chris Mundy                           |
| 39         | 9         | Sucht euch einen Gott aus und betet | Pick a God and Pray              | 29. Apr. 2022            | 29. Apr. 2022                             | Amanda Marsalis  | Laura Deeley                          |
| 40         | 10        | Der Boss                            | You’re the Boss                  | 29. Apr. 2022            | 29. Apr. 2022                             | Melissa Hickey   | John Shiban                           |
| 41         | 11        | Immer noch da                       | Pound of Flesh and Still Kickin’ | 29. Apr. 2022            | 29. Apr. 2022                             | Laura Linney     | Ning Zhou                             |
| 42         | 12        | Das Wasser aufwühlen                | Trouble The Water                | 29. Apr. 2022            | 29. Apr. 2022                             | Amanda Marsalis  | Paul Kolsby & Martin Zimmerman        |
| 43         | 13        | Morast                              | Mud                              | 29. Apr. 2022            | 29. Apr. 2022                             | Amanda Marsalis  | Miki Johnson                          |
| 44         | 14        | Schwerer Abschied                   | A Hard Way to Go                 | 29. Apr. 2022            | 29. Apr. 2022                             | Jason Bateman    | Chris Mundy                           |

## Rezeption
„‚Ozark‘ hält seine Zuschauer mit hohem Erzähltempo und der bewährten ‚Breaking Bad‘-Strategie, die Hauptfigur mit der Lösung eines Problems zwei weitere kreieren zu lassen, bei der Stange. Gleichzeitig besticht es durch seine Charakterzeichnung, die sich Stereotypen verweigert, und durch die spielerische Vermengung von Thriller-Elementen mit eher bodenständigen Lebenswelten.“

„Als Provinzkrimi wie auch als Geschichte einer familiären Zerreißprobe, balanciert ‚Ozark‘ das Außen und das Innen, den Drive von Mord und Totschlag und deren Nachhall im Zwischenmenschlichen stilsicher aus. Gleichwohl droht sich mit dem hastigen Umzug der Byrdes bald die größte Stärke der Serie zu verflüchtigen: Anstelle des fiesen Witzes von ‚Fargo‘ und der surrealen Halluzinationen von ‚Twin Peaks‘ schmettert sie anfangs geradezu nieder mit der Sezierung eines toten Berufs- und Familienalltags, wo Gleichgültigkeit lähmt, immer wieder urplötzlich in Hass umschlägt und jede Hoffnung nur die auf einen hinausgeschobenen Tod sein kann.“

„Ozark predigte bei all dem nie eine Moral, sondern breitete seine Geschichte der wechselnden Balance in einem ständigen Zustand des Grauens kunstvoll aus. Der Blick fällt dabei unaufdringlich auf eine korrupte und heuchlerische amerikanische Gesellschaft. (...) Dank hinreißenden Darstellern wie Laura Linney, Jason Bateman, Sofia Hublitz, Skylar Gaertner und natürlich allen voran Julia Garner als Ruth Langmore wurden uns hier ein paar der wunderbarsten Figuren der Filmgeschichte geschenkt.“